# Bergendy
Bergendy (in Ungarn Bergendy együttes, deutsch etwa: „Bergendy-Band“) ist eine ungarische Band. Sie wurde 1962 in Budapest als Jazzband gegründet, die auch Rock ’n’ Roll spielte. 1970 wurde Bergendy zu einem Septett umformiert, das sich der Rock- und Popmusik widmete. 1980 orientierte sich Bergendy wieder überwiegend zum Jazz hin. Seit 1983 tritt sie unter dem Namen Bergendy Koncert-, Tánc-, Jazz- és Szalon Zenekar (deutsch etwa: „Bergendy Konzert-, Tanz-, Jazz- und Salonorchester“) auf.

## Bandgeschichte
1958 trafen sich die Brüder István und Péter Bergendy und weitere Studenten der damaligen Karl-Marx-Universität für Wirtschaftswissenschaften, um eine Jazzband zu gründen. Sie spielte Swing und lateinamerikanische Tanzmusik, aber auch Rock ’n’ Roll und Fusion. Ab 1962 nannte sie sich nach einer Neuformation Bergendy. Bereits in den 1960er Jahren unternahm die Band zahlreiche Auslandstourneen, auch in westliche Länder. 1969 begleiteten sie die Sängerin Kati Kovács bei den Aufnahmen zu einer Langspielplatte. 1970 änderten sich Stil und Besetzung. Die sieben Mitglieder, unter ihnen Sänger Ferenc Demjén, spielten fortan vor allem Rockmusik. Mit der Sängerin Zsuzsa Koncz gingen sie ab 1971 auf Tournee. Im selben Jahr veröffentlichte die Band das Album Ablak, das vor allem Coverversionen westlicher Stücke enthält, kurz darauf das Album Bergendy. In der Folge erschienen weitere Langspielplatten, unter anderem 1973 das deutschsprachig gesungene Bergendy beim DDR-Plattenlabel Amiga, das in der DDR ein großer Erfolg war. Das bekannteste auf Deutsch gesungene Lied ist Verzeih, daß ich dich liebe. Damals war die Besetzung wie folgt:
- István Bergendy (Saxophon, Klarinette, Klavier, Orgel)
- Sándor Hajdu (Trompete, Posaune, Klavier, Orgel, Hintergrundgesang)
- Péter Bergendy (Flöte, Saxophon, Hintergrundgesang)
- György Oroszlán (Gitarre, Hintergrundgesang)
- Ferenc Demjén (Gesang, Bassgitarre)
- Norbert Latzin (Klavier, Orgel, Gitarre)
- Csaba Debreczeni (Schlagzeug, Perkussion)[1]

1975 wurde Latzin durch János Rudolf Toth ersetzt. Bergendy spielte die Musik zur ungarischen Fernsehserie Süsü a sárkány (deutsch: „Süsü, der Drache“), die 1976 bis 1980 erstmals ausgestrahlt wurde. In diesen Puppenfilmen geht es um einen Drachen, der nur einen Kopf hat. Die Musik zur Serie erschien in den 1980er Jahren auf fünf Langspielplatten. Demjén, Toth und Debreczeni verließen die Band 1977 und wurden durch Schlagzeuger und Sänger István Bálint sowie Péter Gábor (Bassgitarre und Gitarre) ersetzt. Seit 1980 spielt Bergendy wieder vorrangig Jazz, unter anderem Swing, Dixieland und Fusion. Seither hat die Band stets zwölf Mitglieder, einschließlich Bläsergruppe und Hintergrundsängerinnen. Zu den heutigen Mitgliedern zählen die Gründungsmitglieder István und Péter Bergendy sowie György Oroszlán, der seit 1964 Mitglied der Band ist.
In ihrer Geschichte erlebte Bergendy viele Umbesetzungen. Zu den bekannten Mitgliedern gehörte die Sängerin Sarolta Zalatnay, die als Solistin ebenfalls ein Album bei Amiga veröffentlichen konnte.

## Ehrungen
Seit 1963 gewann Bergendy sieben Mal den NIVO (Preis des Ungarischen Fernsehens und Rundfunks und des Plattenlabels Hungaroton).
1966 gewann sie den Preis SZOT des Dachverbands der ungarischen Gewerkschaften.

## Diskografie

### Alben
- 1971: Beat Ablak (Pepita)
- 1972: Bergendy (Pepita)
- 1972: Bergendy-Jazz (Pepita)
- 1973: Hétfő (2 LP, Pepita)
- 1973: Bergendy (Amiga)
- 1974: Ötödik sebesseg (Pepita)
- 1976: Fagypont fölött miénk a világ (Pepita)
- 1977: Jazz Jamboree Festival live 1972 (B-Seite, MUZA)
- 1978: Aranyalbum (2 LP, Pepita)
- 1980: Süsü, a sárkány (Pepita)
- 1984: Bergendy – èn táncolnék veled (Pepita)
- 1984: Süsü újabb kalandjai (Pepita)
- 1985: Süsü (Pepita)
- 1986: Süsü – Subidubi (Pepita)
- 1987: Süsü – Bergendy Buli (Pepita)
- 1994: Mesél a Pesti Broadway (Hungaroton)
- 1995: Aranyalbum (2 CD, Hungaroton)
- 2001: Bergendy Tanciskola (Hungaroton)
- 2002: Bergendy Jazz – Hungarian / Jazz History 9[5]

### Singles (Auswahl)
- 1964: Viva la pappa / Let Kiss / Scrivi / Tango Bolero (mit Sarolta Zalatnay, Hungaroton)
- 1964: Sorrentoi emlek / Mr. Anthony's rock / Furulya nota / Picsi-pacsi (Hungaroton)
- 1972: Darabokra törted a szivem / Res a teton (Pepita)
- 1974: Sájtbol van a hold / Gyujts tuzet a lelkemben (Pepita)
- 1976: Savanyú a csokoládé / Akit szerettem (nur A-Seite von Bergendy, Pepita)